# Korontière
Korontière ist ein Arrondissement im Departement Atakora in Benin. Es ist eine Verwaltungseinheit, die der Gerichtsbarkeit der Gemeinde Boukoumbé untersteht. Gemäß der Volkszählung von 2013 hatte Korontière 9221 Einwohner, davon waren 4484 männlich und 4737 weiblich.